# Trans-cinamat 4-monooksigenaza
Trans-cinamat 4-monooksigenaza (EC 1.14.13.11, cinaminska kiselina 4-hidroksilaza, oksigenaza, cinamat 4-mono-, CA4H, citohrom P450 cinamatna 4-hidroksilaza, cinamatna 4-hidroksilaza, cinamatna 4-monooksigenaza, cinamatna hidroksilaza, cinaminska 4-hidroksilaza, cinaminska kiselina 4-monooksigenaza, cinaminska kiselina p-hidroksilaza, hidroksilaza, cinamat 4-, t-cinaminska kiselina hidroksilaza, trans-cinamatna 4-hidroksilaza, trans-cinamatna kiselina 4-hidroksilaza) je enzim sa sistematskim imenom trans-cinamat,NADPH:kiseonik oksidoreduktaza (4-hidroksilacija). Ovaj enzim katalizuje sledeću hemijsku reakciju
-cinamat + + + O2 {\displaystyle \rightleftharpoons } 4-hidroksicinamat + + + 2O
Ovaj enzim takođe može da koristi NADH.

## Literatura
- Nicholas C. Price; Lewis Stevens (1999). Fundamentals of Enzymology: The Cell and Molecular Biology of Catalytic Proteins (Third изд.). USA: Oxford University Press. ISBN 019850229X.
- Eric J. Toone (2006). Advances in Enzymology and Related Areas of Molecular Biology, Protein Evolution (Volume 75 изд.). Wiley-Interscience. ISBN 0471205036.
- Branden C; Tooze J. Introduction to Protein Structure. New York, NY: Garland Publishing. ISBN 0-8153-2305-0.
- Irwin H. Segel. Enzyme Kinetics: Behavior and Analysis of Rapid Equilibrium and Steady-State Enzyme Systems (Book 44 изд.). Wiley Classics Library. ISBN 0471303097.
- William P. Jencks (1987). Catalysis in Chemistry and Enzymology. Dover Publications. ISBN 0486654605.

## Spoljašnje veze
- Trans-cinnamate+4-monooxygenase на 